# George Butler (Bluesmusiker)
George „Wild Child“ Butler (* 1. Oktober 1936 in Autaugaville, Alabama, Vereinigte Staaten; † 1. März 2005 in Windsor, Ontario, Kanada) war ein US-amerikanischer Blues-Mundharmonikaspieler und Sänger.

## Biografie
Geboren als jüngstes von 9 Kindern in Autaugaville, Alabama, erhielt Butler schon als Kleinkind den Spitznamen „Wild Child“. Er verbrachte einen Teil seiner Jugend in Alabamas Hauptstadt Montgomery, wo er mit Big Mama Thornton, einer Freundin der Familie, Mundharmonika spielte.
Der Farmarbeit zog er ein Leben als Musiker vor. Zeitweise hielt er sich in Chicago und Detroit auf, wo er mit Größen wie Big Walter Horton, Sonny Boy Williamson II. und Sunnyland Slim auftrat. Mitte der 1960er arbeitete er in Texas und Louisiana. 1966 nahm er unter der Leitung von Willie Dixon sein erstes Album auf. Es sollten im Laufe der Zeit sechs weitere Alben folgen.
Zu den bekannten Kollegen, mit denen Butler zusammen arbeitete, zählen Howlin’ Wolf, Muddy Waters, Jimmy Rogers, Sam Lay, Big Jack Johnson und andere. Zuletzt lebte George Butler in Windsor, Ontario, wo er 2005 im Alter von 68 Jahren starb.

## Diskografie
- 1966: Open Up Baby (Jewel Records/Charly Records)
- 1969: Keep On Doing What You’re Doing (Mercury Records)
- 1976: Funky Butt Lover (TK Records; neu aufgelegt bei Rooster Blues unter dem Namen Lickin’ Gravy)
- 1992: These Mean Old Blues (Bullseye Blues)
- 1994: Stranger (Bullseye)
- 1999: The Devil Made Me Do It (Ace Records)
- 2001: Sho’ Nuff (APO Records)